# Села при Семичу
Села при Семичу (словен. Sela pri Semiču) је некадашње насеље у општини Семич, регија Југоисточна Словенија, Словенија.

## Историја
До територијалне реорганизације у Словенији били су у саставу старе општине Чрномељ. 2001. године насеље је укинуто и припојено насељу Семич.

## Становништво
| Број становника према пописима |
| ------------------------------ |
| 1991                           |
| 106                            |

Напомена: До 1955. исказивано под именом Села при Светем Духу. Године 1990. умањено за део насеља који је припојен насељу Кашча. Године 2001. припојен насељу Семич.